# MBC Dinamo Moscú
El MBC Dinamo Moscú (del ruso: МБК Динамо Москва) es la sección de baloncesto de la sociedad polideportiva rusa Dinamo Moscú de la ciudad de Moscú, que compite en la Superliga de baloncesto de Rusia.

## Historia
Creado en 1923, cuando Rusia era parte de la Unión Soviética, el Dinamo es uno de los más antiguos clubes deportivos del país. Su nombre fue elegido porque Dinamo significa "poder en movimiento". El club fue respaldado por la Dirección Política del Estado (OGPU), un aparato policial de la URSS. Es por ello que el equipo siempre ha sido conocido como el club de la policía, mientras que cruzar la ciudad rival, el PBC CSKA Moscú fue el club del Ejército Rojo. Sin embargo, la conexión entre la policía y los deportistas en el Dinamo ha sido casi inexistente en los últimos años. El Dinamo ha ganado rápidamente una reputación fuera de las fronteras de la Unión Soviética debido a su éxito en los principales deportes como fútbol, balonmano, hockey hielo y, por supuesto, el baloncesto. El Dinamo de Moscú de baloncesto ganó el Campeonato de la URSS en 1937 y 1948, y también llegaron a la final en 1944 y 1990.

## Jugadores destacados
| - - Sergei Bazarevich - - Yuri Ozerov - - Viktor Vlasov - - Vladimir Zigili - - Andrei Kornev - Petr Samoylenko - Andrei Fetisov - Ivan Chiriaev - Ruslan Avleev - Nikita Morgunov - Dmitri Domani - Valeri Daineko - Vitaly Nosov - Sergei Bykov - Sergei Monia - Yaroslav Korolev | - Ruben Douglas - Obinna Ekezie - Martin Müürsepp - Boštjan Nachbar - Kšyštof Lavrinovič - Darjuš Lavrinovič - Robertas Javtokas - Hanno Mottola - Giorgi Tsintsadze - Asım Pars - Mirsad Türkcan - Nikos Ekonomou - Antonis Fotsis - Lazaros Papadopoulos - Marino Baždarić - Miloš Vujanić - Bojan Popović | - - Travis Hansen - Ariel McDonald - Taquan Dean - Henry Domercant - Eddie Gill - Lynn Greer - Derrick Hamilton - Trajan Langdon - Pete Mickeal - Jimmy Oliver - Mire Chatman - Brian Chase - Hollis Price - Roderick Blakney - Jannero Pargo |

## Palmarés
- 1 Copa ULEB: 2006
- 2 Ligas de la URSS: 1937, 1948

## Entrenadores
- Zvi Sherf
- Dušan Ivković
- Svetislav Pešić
- - David Blatt
- Sergei Bazarevich